# Metachrostis dilutior
Metachrostis dilutior är en fjärilsart som beskrevs av Leo Schwingenschuss. Metachrostis dilutior ingår i släktet Metachrostis och familjen nattflyn. Inga underarter finns listade i Catalogue of Life.